# Can Móra (Badalona)
Can Móra és una masia del barri de Canyet de Badalona, catalogada com a bé cultural d'interès local.

## Història
Situada sobre un emplaçament prehistòric, s'hi va trobar una sitja amb restes de la cultura de Hallstatt. També s'hi han trobat restes romanes.
La masia va ser reformada al segle xviii per Josep Francesc de Móra i Catà, que el 1749 va rebre el títol de marquès de Llo de mans de Lluís XV, i que va ser vicepresident de la Reial Acadèmia de Bones Lletres de Barcelona.
Durant la Guerra Civil, la capella i la tomba que hi havia van ser profanades, i també cremades les pertinences i l'arxiu de la casa. El 1980 era propietat dels descendents de la família Alemany.

## Descripció
És una masia d'aspecte senyorial, amb un volum paral·lelepipèdic, reformada en alguns elements. Consta de planta baixa, pis i golfes, en part amb galeria d'arcs de mig punt. Als baixos hi havia l'habitatge dels masovers i al pis l'habitatge dels propietaris, que hi passaven temporades.
Les obertures dels balcons de la planta principal tenen uns petits arcs prims de maó que les protegeixen de les inclemències del temps. A l'interior es conserva una capella, amb obres d'art del segle xviii, i un celler molt reformat a causa del seu ús continuat al llarg dels anys. El 1980 la masia es trobava en règim de masoveria, i els masovers tenien una parada de fruita, verdura i vi al mercat Maignon.
S'hi accedeix per un portal obert al camí de Sant Jeroni de la Murtra. A la porta d'entrada de la masia hi resa la data de l'any 1863. Davant la façana hi ha una àmplia era i pati limitada per un mur sobre els camps de conreu, situats a un nivell inferior.